# Lala Sloatman
Lala Cassandra Sloatman (* 12. Oktober 1970 in Winter Park, Florida) ist eine US-amerikanische Schauspielerin.

## Leben
Sloatman wurde als Nichte von Frank Zappa geboren, ihre Cousins sind Ahmet und Dweezil Zappa. Ende der 1980er Jahre führte sie eine Beziehung mit dem Schauspieler Corey Haim, durch den sie ins Filmgeschäft kam. Anfang der 1990er Jahre war sie in einer Reihe von Spielfilmen zu sehen, darunter Ford Fairlane – Rock ’n’ Roll Detective, Hart auf Sendung und Joe gegen den Vulkan. Zwischen 1996 und 1998 war sie mit Chris Robinson verheiratet, dem Sänger der Band The Black Crowes. 2010 spielte Sloatman in Sofia Coppolas Filmdrama Somewhere.

## Filmografie (Auswahl)
- 1988: Watchers – Gnadenlos gejagt (Watchers)
- 1988: Tequila Sunrise (Tequila Sunrise)
- 1989: Dream a Little Dream
- 1990: Ford Fairlane – Rock ’n’ Roll Detective (The Adventures of Ford Fairlane)
- 1990: Hart auf Sendung (Pump Up the Volume)
- 1990: Joe gegen den Vulkan (Joe Versus the Volcano)
- 1993: Dragon – Die Bruce Lee Story (Dragon: The Bruce Lee Story)
- 1993: Amityville – A New Generation
- 2003: 100 Tage, 100 Nächte (Manfast)
- 2003: Net Games – Tödliches Spiel (Net Games)
- 2003: Pauly Shore Is Dead
- 2010: Somewhere